# Marine Corps Air Station Yuma

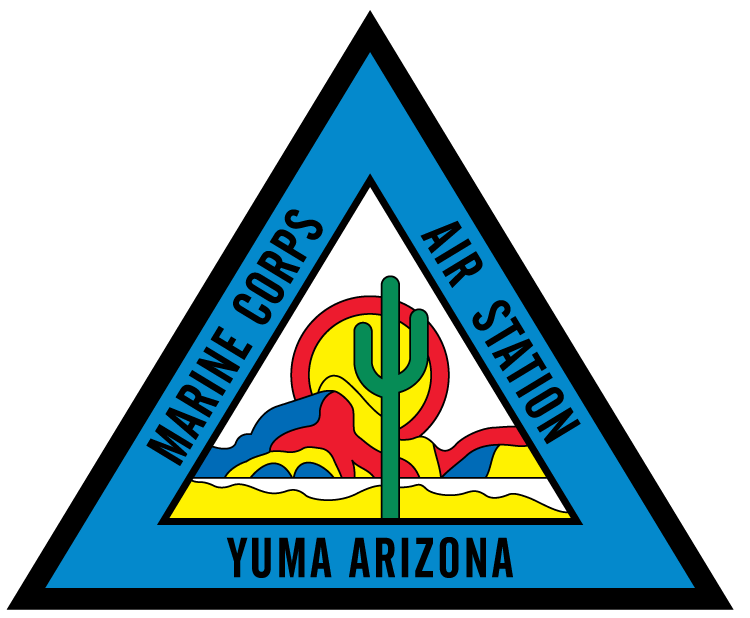
Logotyp för Marine Corps Air Station Yuma

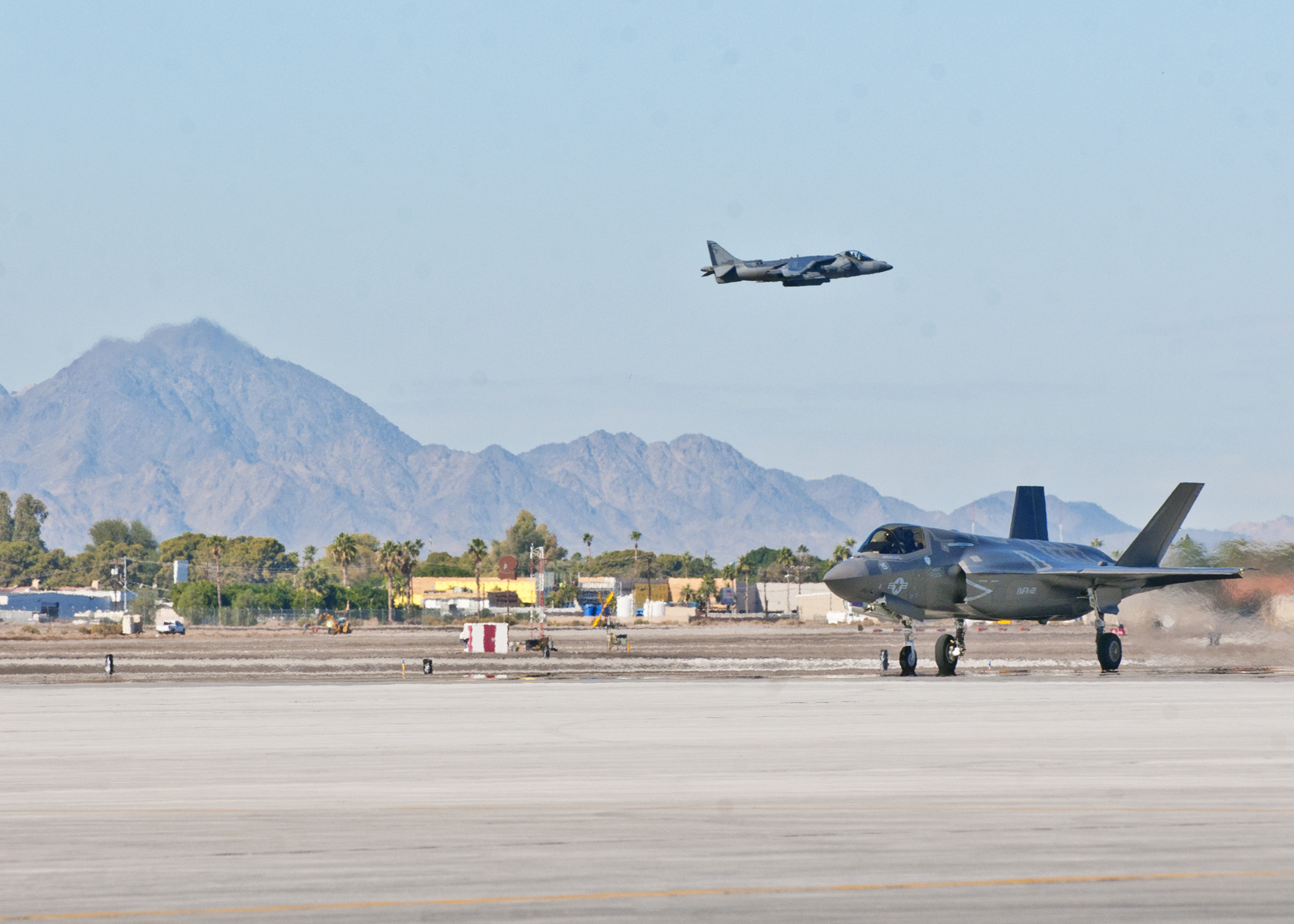
Flygplan av typen Lockheed Martin F-35B Lightning II (förgrund) och AV-8B Harrier II (flygande i bakgrunden) på Marine Corps Air Station Yuma, 2012.

Marine Corps Air Station Yuma, även förkortat som MCAS Yuma,  är en militär flygplats (ICAO: KNYL, FAA LID: NYL) tillhörande USA:s marinkår som är belägen utanför staden Yuma, Yuma County i delstaten Arizona nära gränsen till Mexiko.
Rullbanorna ägs av USA:s federala statsmakt genom marindepartementet och delas med civilflyplatsen Yuma International Airport (IATA: YUM, ICAO: KNYL, FAA LID: NYL) enligt ett särskilt nyttjandeavtal.

## Bakgrund

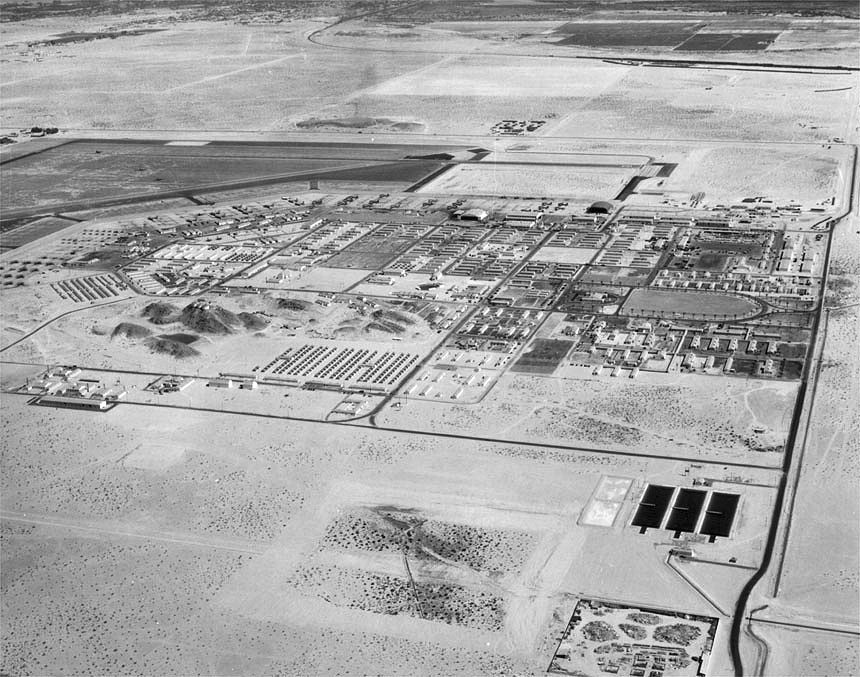
Yuma Army Airfield, anno 1943.

Den första flygningen från Yuma ägde rum 11 februari 1911. Under 1928 köptes flygplatsen, då känd som Fly Field, upp av den federala statsmakten. Flygplatsen, omdöpt till Yuma Army Airfield, fick stor betydelse under andra världskriget då den användes för flygutbildningen för USA:s arméflygvapen för flygplanstypen T-6 Texan och var en av dess mest använda platser för det ändamålet.
Efter krigsslutet stängdes flygbasen och överlämnades till USA:s inrikesdepartement. Redan 1954 återtogs den för militärt bruk, nu för USA:s flygvapen under namnet Yuma Air Force Base som utbildningsanläggning för F-86 Sabre och F-89 Scorpion. 1956 bytte flygbasen namn till Vincent Air Force Base, efter framlidne flygarässet Clinton D. "Casey" Vincent (1914-1955) som var den yngste i arméflygvapnet att uppnå generalsgrad vid 29 års ålder.
1959 överfördes Vincent Air Force Base till USA:s flotta, för att nio dagar senare överlåtas åt marinkåren. Från 1962 är dess namn Marine Corps Air Station Yuma. Med närhet till flera övningsområden såsom Chocolate Mountain Aerial Gunnery Range och Barry M. Goldwater Air Force Range har MCAS Yuma under lång tid varit en av marinkårens flygbaser med mest intensiv aktivitet. 
I slutet av 2012 blev Marine Fighter Attack Squadron 121 (VMFA-121), även kända som "Green Knights", på hemmabas på MCAS Yuma inte bara det första flygförbandet i marinkåren utan i hela världen, med flygplanstypen F-35 Lightning II i operativ tjänst.

## Verksamhet
På Marine Corps Air Station Yuma finns fem skvadroner med jakt- och attackflyg (AV-8B Harrier II och F-35B Lightning II) som ingår i Marine Aircraft Group 13, som är en del av 3rd Marine Aircraft Wing.
Vidare finns på MCAS Yuma marinkårens materielutprovningsskvadron för allt deras flygmateriel, VMX-1 (Marine Operational Test and Evaluation Squadron One), som även har ett detachement på Marine Corps Air Station New River i North Carolina.
Dessutom finns sedan 1978 utbildningsförbandet MAWTS-1 (Marine Aviation Weapons and Tactics Squadron One) på MCAS Yuma och närbelägna Marine Corps Air Ground Combat Center Twentynine Palms och drar därmed nytta av de optimala förhållandena som råder för flygutbildning på respektive platser.